# Liste der Monuments historiques in Ancy-Dornot
Die Liste der Monuments historiques in Ancy-Dornot führt die Monuments historiques in der französischen Gemeinde Ancy-Dornot auf.

## Liste der Bauwerke
| Bezeichnung | Beschreibung            | Standort                                  | Kennzeichnung | Schutzstatus | Datum | Bild           |
| ----------- | ----------------------- | ----------------------------------------- | ------------- | ------------ | ----- | -------------- |
| Beinhaus    | aus dem 16. Jahrhundert | Ancy-sur-Moselle, auf dem Friedhof (Lage) | PA00106720    | Inscrit      | 1987  | weitere Bilder |

## Liste der Objekte
| Bezeichnung               | Beschreibung               | Standort                                | Kennzeichnung | Schutzstatus | Datum | Bild |
| ------------------------- | -------------------------- | --------------------------------------- | ------------- | ------------ | ----- | ---- |
| Skulptur Madonna mit Kind | Kalkstein, 16. Jahrhundert | Dornot, in der Kirche St-Clément (Lage) | PM57000055    | Classé       | 1982  |      |